# Käthe Kollwitz (Plastik)

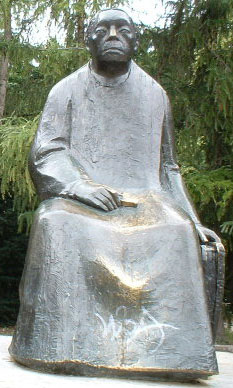
Käthe Kollwitz auf dem Kollwitzplatz in Berlin

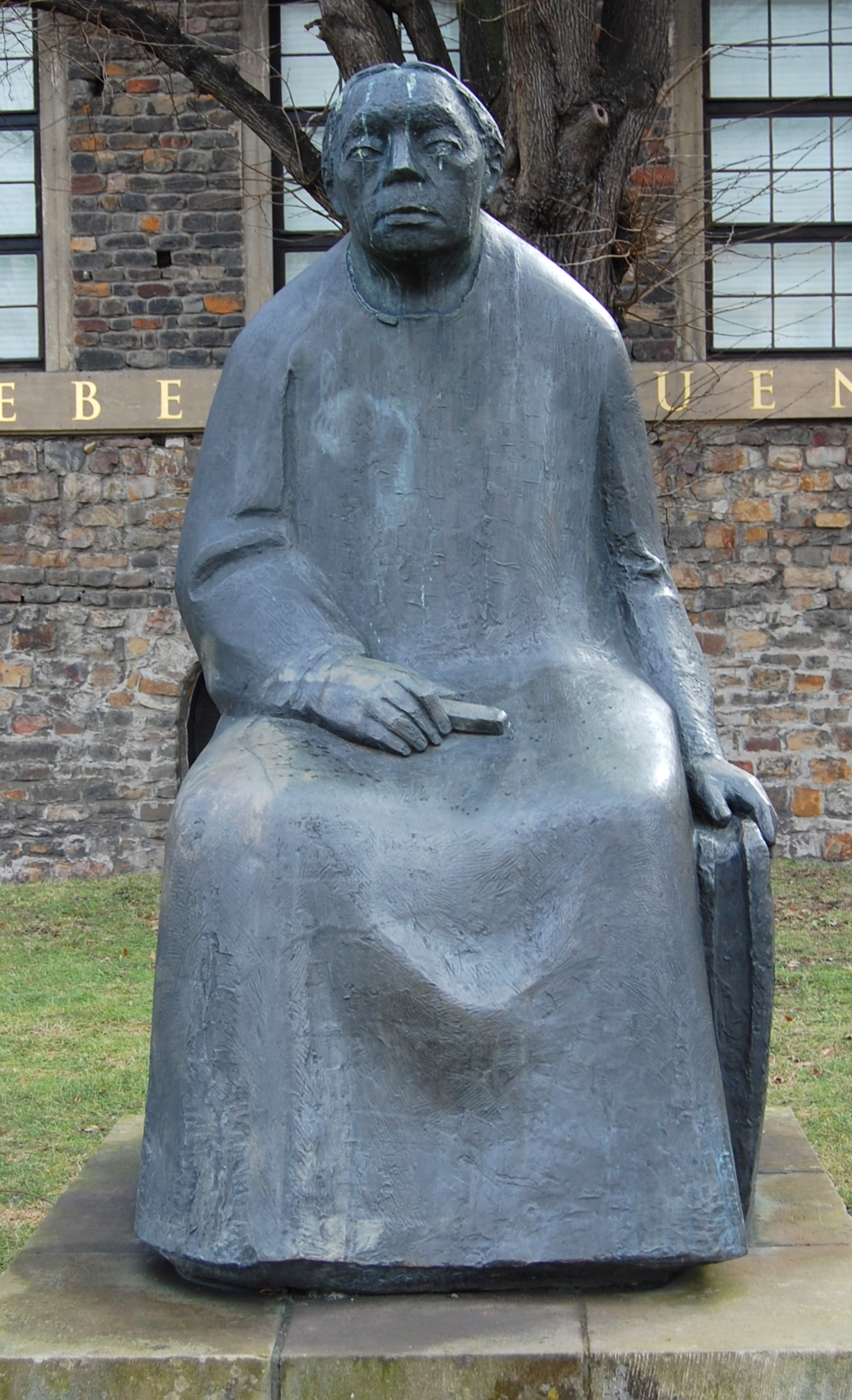
Käthe Kollwitz in Magdeburg

Das Käthe-Kollwitz-Denkmal ist eine vom Bildhauer Gustav Seitz in den Jahren 1956–58 geschaffene Plastik aus Bronze. Es wurde 1961 im Berliner Ortsteil Prenzlauer Berg auf dem Kollwitzplatz errichtet und ehrt die Künstlerin Käthe Kollwitz, die von 1891 bis zur Zerstörung ihres Wohnhauses im Bombenkrieg 1943 an diesem Ort lebte. (Standortkoordinaten).

## Ausführung Berlin
Schon bald nach dem Tod von Käthe Kollwitz sprach die Stadtverwaltung für Prenzlauer Berg den Bildhauer Gustav Seitz an, im Stadtteil ein Denkmal für sie zu errichten. Seitz lehnte dies damals ab und schlug 1949 in einem Brief an den Ost-Berliner Oberbürgermeister Friedrich Ebert stattdessen eine Ausführung der Kolliwtz-Plastik Mutter mit zwei Kindern in Granit für den Kollwitzplatz vor. Er begründete dies mit: „in Anbetracht der Einfachheit dieser grossen unvergesslichen Frau [...] möchte [ich] dringend davon abraten, ihr ein auffälliges und anspruchsvolles Denkmal setzen zu lassen.“
1950 hatte das Bezirksamt Prenzlauer Berg an der Stelle des ehemaligen Wohnhauses der Familie Kollwitz eine von Fritz Diederich geschaffene Kopie von Mutter mit zwei Kindern aufgestellt. Zum Geburts- und Todestag Kollwitz wurde von da an alljährlich feierlich Kränze niedergelegt. Im März 1956 erteilte das Bezirksamt Gustav Seitz den Auftrag, ein Kollwitz-Denkmal zu schaffen und am 3. Juli 1957 die Aufstellung auf dem Kollwitzplatz beschlossen. Die Kulturfonds der DDR beschlossen im Juli 1957 wiederum die Anfertigung eines Kollwitz-Denkmals für den Kollwitzplatz und gaben Seitz dazu den Auftrag. Gleichzeitig verbreiteten die Kulturfonds das Gerücht, die Anwohner des Kollwitzplatzes hätten bei der Kranzniederlegung zum 90. Geburtstag die Aufstellung des Denkmals angeregt.
Über Zeichnungen und kleinere plastische Arbeiten entwickelte Seitz schließlich die überlebensgroße Sitzfigur. Wie schon den Dichter François Villon und den Dramatiker Bertolt Brecht, zu denen er seit ungefähr 1948 unter anderem verschiedene Figurenköpfe erarbeitet hatte, stellte er die Künstlerin als unheroische, moderne Heldin dar. Im August 1958, hatte er das Gipsmodell fertiggestellt und übergeben.

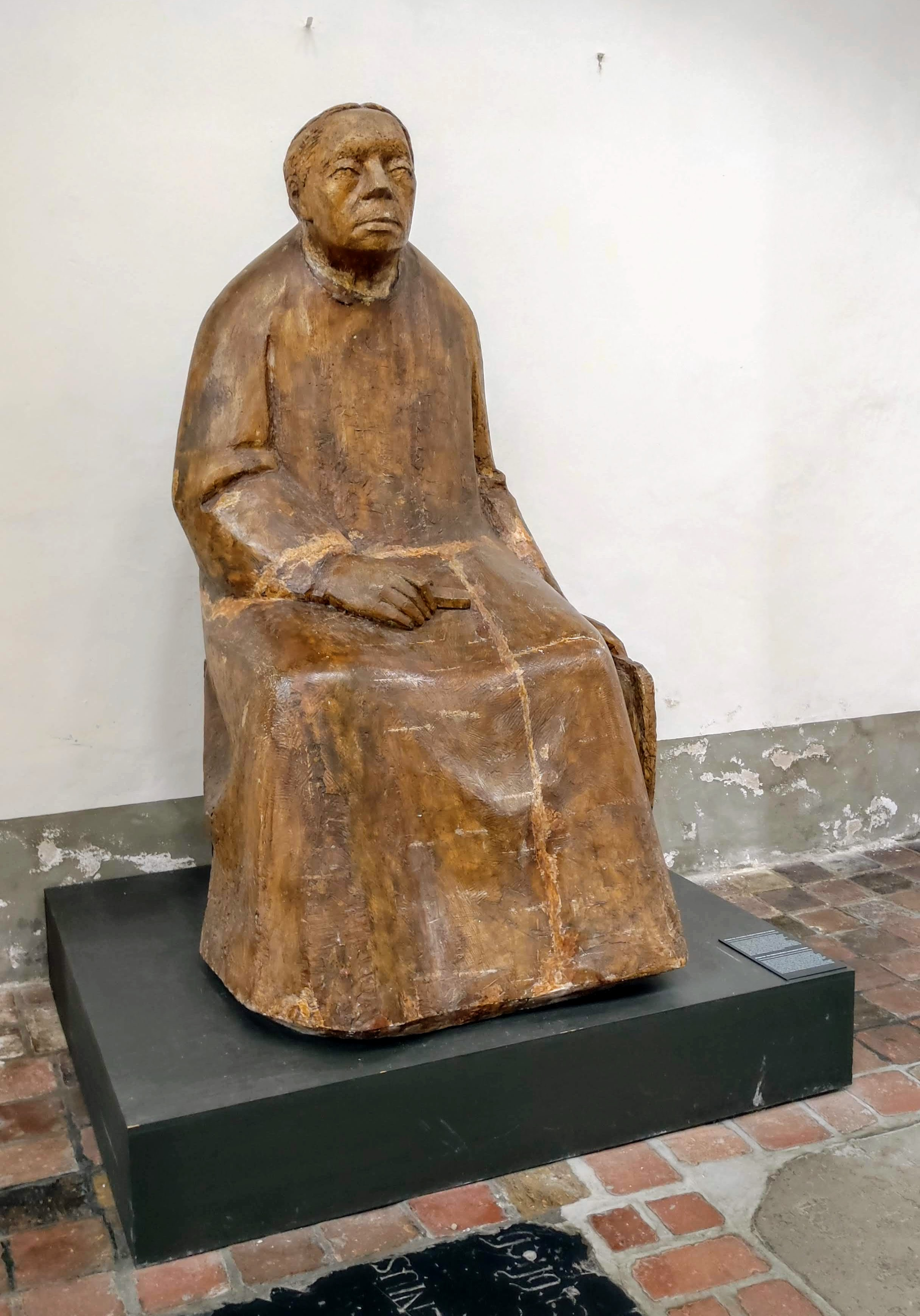
Modell für das Käthe -Kollwitz-Denkmal (Gustav Seitz 1958) in St. Katharinen Lübeck 2022

Der Entwurf wurde bei der Jahresausstellung 1958 der Akademie der Künste (Ost) ausgestellt und daraufhin im SED-Organ Neues Deutschland kritisiert. Kollwitz sei „blockhaft schwer in sich ruhend“ dargestellt, statt ihren kämpferischen Charakter herauszuarbeiten. Entsprechend fürchtete Seitz, dass auf die endgültige Ausführung seines Entwurfs verzichtet werden würde. Als er den Kulturfonds der DDR seinen anstehenden Wechsel nach Hamburg angekündigte, machte er Vorschläge, wie der Entwurf für eine spätere Nutzung aufbewahrt werden könnte. Doch nach einer Ausstellung mit Entwürfen zum Kollwitz-Denkmal im Kunstkabinett Prenzlauer Berg im Frühjahr 1958 wurde in der Öffentlichkeit ein Denkmal erwartet, so dass seine Befürchtungen sich nicht bewahrheiten. Der Bildhauer übersiedelte im Herbst 1958 nach Hamburg. Bronzeguss und Aufstellung erfolgten in Abwesenheit des Bildhauers. Das Denkmal wurde am 11. Oktober 1961 feierlich eingeweiht und entwickelte sich dann zum zentralen Gedenkort für die Künstlerin.
Das überlebensgroße, 2,15 Meter hohe Denkmal zeigt die Künstlerin als alte sinnende Frau, sitzend, mit einer großen Zeichenmappe an ihrer Seite und einem Kohlestift in der in ihrem Schoß ruhenden Hand. Seitz, der Käthe Kollwitz als Professorin während seines Studiums an der Kunsthochschule Berlin-Charlottenburg kennengelernt und vorübergehend, gleichzeitig wie sie, einen Arbeitsraum in der Berliner Ateliergemeinschaft Klosterstraße zur Verfügung hatte, entwickelt die Plastik von nach dem letzten lithographischen Selbstporträt der Künstlerin von 1938, das sie als 71-Jährige, vom nationalsozialistischen Regime Diskriminierte, zeigt.
Indem der Bildhauer die Künstlerin zitiert, bringt er den von ihr selbst vorgegebenen Typus zu einer neuen Prägung. Seitz erschafft ein Bildnis ganz im Sinne der Porträtierten: ein Denkmal, das nach Allgemeingültigkeit strebt und auf offizielle Repräsentationsformen verzichtet – ohne Anspruch auf Romantisierung und Idealisierung.
Im Oktober 1999 wurde an der Plastik eine Werktafel angebracht, die dem Betrachter Informationen über den Bildhauer gibt.
2013 wurde die Plastik am Kollwitzplatz Gegenstand internationaler Berichterstattung, nachdem sie von der Spaßguerilla „Free Schwabylon“ mit Spätzle beworfen worden war.

## Weitere Ausführungen

### Magdeburg 1988
Im Jahr 1988, fast 20 Jahre nach Seitz’ Tod, wurde für das Kunstmuseum Magdeburg ein erneuter Bronzeguss nach dem originalen Gipsmodell angefertigt. Dieser Nachguss steht heute im Skulpturenpark Magdeburg südlich des Klosters Unser Lieben Frauen in Magdeburg.

### Trebnitz 2015
2015 wurde im Zusammenhang mit dem Umzug der Gustav-Seitz-Stiftung von Hamburg nach Müncheberg, Ortsteil Trebnitz, eine weitere, kleinere Version der Plastik im öffentlichen Raum, vor der Remise von Schloss Trebnitz, aufgestellt.